# Vilardevós
Vilardevós település Spanyolországban, Ourense tartományban. Vilardevós Verín, Castrelo do Val, Riós, Vinhais és Chaves községekkel határos. Lakosainak száma 1662 fő (2024).

## Népesség
A település népessége az elmúlt években az alábbi módon változott:
| Lakosok száma | 2868 | 2633 | 2430 | 2324 | 2131 | 2024 | 1971 | 1846 | 1726 | 1662 |
|               | 2001 | 2004 | 2007 | 2009 | 2012 | 2014 | 2017 | 2019 | 2022 | 2024 |